# 辻本商店
有限会社辻本商店（つじもとしょうてん）は、本社を長崎県諫早市に置き、スーパーマーケットの「ママのセンター」を展開していた企業。CGCグループに加盟していた。2013年に株式会社ママのセンターへ吸収合併された。

## 店舗
以下の5店舗が存在する。ママバリュー貝津店のみ諫早市にあり、残りは長崎市にある。
- 本原店
- 花園店
- 日見店
- 城山店
- ママバリュー貝津店